# Condado de Dickens
O Condado de Dickens é um dos 254 condados do Estado americano do Texas. A sede do condado é Dickens, e sua maior cidade é Dickens.
O condado possui uma área de 2 344 km² (dos quais 3 km² estão cobertos por água), uma população de 2 762 habitantes, e uma densidade populacional de 1 hab/km² (segundo o censo nacional de 2000).
O condado foi fundado em 1876.